# Anna Lacková-Zora
Anna Lacková-Zora (születési név: Anna Domková, asszonynév: Anna Lacková, álnév: Anna Lacková-Zora, Anna Zora Lacková, Zora néni, Zora, Zora Lacková; Mosóc, 1899. augusztus 7. – Miava, 1988. szeptember 8.) szlovák költő, regény- és drámaíró, gyermekkönyvek szerzője.

## Élete

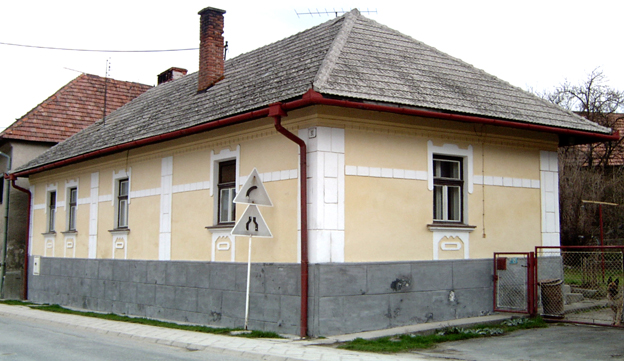
A ház Mosócon, ahol Anna Lacková felnőtt

A tanulmányait Mosócon, Turócszentmártonban és Písekben folytatta. 1917-ben Nagylévárdon dolgozott, mint banktisztviselő, majd 1918-tól Miaván. 1919-ben feleségül ment P. Lacka, evangélikus lelkészhez, akivel együtt élt a Miaván. Három gyermekük született: Rastislav, Bohuslava és a filmrendező Ján Lacko. Ezután kizárólag irodalmi tevékenységnek és a vallásos újságírásnak szentelte az idejét. 1954 óta Modorban élt.

## Munkássága
Az első világháború alatt kezdett el irodalmi tevékenységgel foglalkozni. A verseskötete (Tavaszi dal) után női témájú regényes és újszerű műveket írt. (Myšacia bundička, Pútnice idú žitím). A szerelem motívumait, egy szerelmi háromszöget, a női emancipáció kortársi megítélését használja, de munkáiban leírja a lélek és a test, az érzések és a szexualitás ellentmondásait is. Gyakran a miszticizmusra, a szellemiségre, Sigmund Freudra utalva, miközben az élet értelmére keresi a választ. A történelmi regényei az Anička Jurkovičová és a folytatása, a Z čírej lásky.

## Művei

### Versek
- Jarné spevy (1921) Tavaszi dalok

### Prózai művek
- Za cieľom života (1924) Az élet célja
- Obrázky zo starých časov (novellák, 1925) Képek a régi időkről
- Zahodené diamanty (regény, 1928) Eldobott gyémántok
- Myšacia bundička. Povesť z našich časov (regény, 1938) Egérkabátok
- Pútnice idú žitím, zbierka piatich noviel (novellák, 1942) A zarándokok életük szerint járnak
- Anička Jurkovičová (regény, 1948)[2]
- Z čírej lásky (regény, 1958)[3] Tiszta szeretetből

### Gyermekek és fiatalok számára
- Konvalinky, kytka rozprávok a básničiek (1925) Gyöngyvirág, tündérmesék és versek
- Sviatok slovenských detí (versek különféle ünnepekre, 1932) A szlovák gyermekek ünnepe
- Čertík (komédia, 1932) Ördög

## Fordítás
- Ez a szócikk részben vagy egészben  az   Anna Lacková-Zora című szlovák Wikipédia-szócikk ezen változatának fordításán alapul.  Az eredeti cikk szerkesztőit annak laptörténete sorolja fel. Ez a jelzés csupán a megfogalmazás eredetét és a szerzői jogokat jelzi, nem szolgál a cikkben szereplő információk forrásmegjelöléseként.